# Rudolf Scholtz
Wilhelm Gustav Rudolf Scholtz (* 7. November 1868 in Brieg, Provinz Schlesien; † nach 1921) war ein deutscher Marine-Generalstabsarzt der Reichsmarine.

## Leben
Rudolf Scholtz trat im April 1887 in die Kaiserliche Marine ein. 1891 promovierte er in Berlin mit der Dissertation „Zur Casuistik der Schussverletzungen im Frieden“. Zum Winter 1893/94 wurde er auf die Württemberg kommandiert. 1898 war er als Marine-Assistenzarzt 1. Klasse (Beförderung am 8. April 1895) auf der Condor. Von 1914 an war er Chefarzt des Marinelazaretts Kiel und später bis August 1916 Chefarzt des Festungslazaretts Wilhelmshaven. Anschließend war er bis zu seiner Verabschiedung Flottenarzt der Hochseestreitkräfte. In dieser Position wurde er am 13. Januar 1917 zum Marine-Generalarzt befördert. Am 8. Juni 1919 wurde er aus der Marine verabschiedet. Am 1. Oktober 1921 erhielt er den Charakter als Marine-Generalstabsarzt verliehen.